# 蒂尔瑙
蒂尔瑙是德国巴伐利亚州的一个市镇。总面积33.72平方公里，总人口4235人，其中男性2052人，女性2183人（2011年12月31日），人口密度126人/平方公里。